# Wracam do siebie
Wracam do siebie – pierwszy singel polskiej piosenkarki Natalii Zastępy z jej pierwszego minialbumu o tym samym tytule. Singel został wydany 28 kwietnia 2023.
Kompozycja znalazła się na 8. miejscu listy OLiA, najczęściej odtwarzanych utworów w polskich rozgłośniach radiowych. Nagranie otrzymało w Polsce status platynowego singla, przekraczając liczbę 50 tysięcy sprzedanych kopii.

## Geneza utworu i historia wydania
Utwór napisali i skomponowali Natalia Zastępa, Monika Wydrzyńska, Małgorzata Uściłowska i Jakub Krupski, który również odpowiada za produkcję utworu. Piosenkarka o singlu:

To opowieść o sytuacji, kiedy orientujesz się, że to gdzie teraz jesteś, to już nie jest twoje miejsce. Że natychmiast potrzebujesz zmiany – a właściwie powrotu na właściwe tory. W ciągu ostatnich dwóch lat miałam wokół siebie mnóstwo skrajnych bodźców. Najlepszym lekarstwem na dręczące sytuacje było dla mnie zwrócenie się w stronę tego co znam, co daje mi poczucie bezpieczeństwa, przyjemności, miłości, zrozumienia – rodzina, dom, muzyka, przyjaciele. Te wszystkie wartości to »ja« – one mnie budują i mam potrzebę wracać do nich, żeby czuć się dobrze.

Singel ukazał się w formacie digital download 28 kwietnia 2023 w Polsce za pośrednictwem wytwórni płytowej Polydor Records w dystrybucji Universal Music Polska. Piosenka została umieszczona na pierwszym minialbumie Zastępy – Wracam do siebie.
28 kwietnia 2023 utwór został zaprezentowany telewidzom stacji TVN w programie Dzień dobry TVN. 24 maja 2024 wykonała singel podczas Polsat Hit Festiwal 2024.

## „Wracam do siebie” w stacjach radiowych
Nagranie było notowane na 8. miejscu w zestawieniu OLiA, najczęściej odtwarzanych utworów w polskich rozgłośniach radiowych.

## Teledysk
Do utworu powstał teledysk w reżyserii Michała Sierakowskiego, który udostępniono w dniu premiery singla za pośrednictwem serwisu YouTube.

## Lista utworów
- Digital download[3].

1. „Wracam do siebie” – 2:54

## Notowania
| Kraj   | Lista (2023)                   | Najwyższa pozycja |
| ------ | ------------------------------ | ----------------- |
| Polska | OLiS – oficjalna lista airplay | 8                 |

| Kraj   | Lista (2023)                   | Pozycja |
| ------ | ------------------------------ | ------- |
| Polska | OLiS – oficjalna lista airplay | 48      |

## Certyfikaty
| Kraj          | Certyfikat      | Sprzedaż |
| ------------- | --------------- | -------- |
| Polska (ZPAV) | platynowa płyta | 50 000+  |

## Wyróżnienia
| Rok  | Konkurs                  | Kategoria    | Rezultat    |
| ---- | ------------------------ | ------------ | ----------- |
| 2023 | Przebój roku RMF FM 2023 | Przebój roku | 45. miejsce |